# Heteronychia tenupenialis
Heteronychia tenupenialis är en tvåvingeart som beskrevs av Chao och Zhang 1988. Heteronychia tenupenialis ingår i släktet Heteronychia och familjen köttflugor. Inga underarter finns listade i Catalogue of Life.